# Bernard Lavalette
Pour les articles homonymes, voir Lavalette.
Bernard Maurice de Fleury dit Bernard Lavalette, né le 20 janvier 1926 à Paris et mort le 14 décembre 2019 dans la même ville, est un comédien, chansonnier, humoriste et acteur français.

## Biographie
Bernard Lavalette est le fils d'un avocat, Jean Arnaud de Fleury (1890-1967) et de Suzanne Marie Irma Calloud (1891-1984) et le petit-fils du Dr Maurice de Fleury, propriétaire du château de Villebois-Lavalette, d'où son pseudonyme (cette idée de prendre comme pseudonyme le nom de ce château est de Pierre Tchernia).
Après des études de droit et une licence d'italien, il commence sa carrière en 1949 dans de petits cabarets.
Au cinéma, il est spécialisé dans les seconds rôles, il interprète souvent des rôles de personnages « officiels » ou très notables : amiral, colonel, député, ministre ou préfet. Il est principalement connu pour avoir joué de nombreux seconds rôles, notamment dans Le Viager ou Le gendarme se marie.
Sa carrière théâtrale est bien plus étoffée, surtout dans des pièces de théâtre de boulevard. Il a été longtemps pensionnaire du théâtre des Dix-Heures, du Caveau de la République, des Trois-Baudets et du théâtre des Deux-Ânes.
Parallèlement, il chante sur la rive gauche, à l'Écluse, à l'Échelle de Jacob, au Port du Salut et à la Galerie 55. Il s'était également produit à Bobino et à l'Olympia.
En 1997, il organise un cycle de conférences « Ma vie, mes chansons » et un récital « Une heure d'humour avec Bernard Lavalette ».
Bernard Lavalette meurt le 14 décembre 2019 dans le 19e arrondissement de Paris, à un mois de son 94e anniversaire. Son décès survient quelques semaines seulement après celui de son épouse, Jeanon, qui s'est éteinte au mois de septembre. Ils sont tous deux inhumés au cimetière communal de Villebois-Lavalette (Charente), ville d'origine du comédien.

## Théâtre
- 1956 : Les Lingots du Havre d'Yves Jamiaque, mise en scène Jean Lanier, Théâtre des Arts
- 1960 : Homicide par prudence de Frédéric Valmain d'après Double Cross de John O'Hare, mise en scène Jean Dejoux, Théâtre Charles de Rochefort
- 1960 : L'Auberge du Cheval-Blanc de Ralph Benatzky, mise en scène Maurice Lehmann, Théâtre du Châtelet
- 1962 : Trente secondes d'amour d'Aldo De Benedetti, mise en scène Jacques Charon, Théâtre Michel
- 1962 : La Venus de Milo, pièce en six tableaux de Jacques Deval, mise en scène Pierre Mondy, Théâtre du Gymnase
- 1963 : Le Glorieux de Philippe Néricault Destouches, mise en scène Jean-Paul Roussillon, Théâtre de l'Ambigu-Comique
- 1964 : On ne badine pas avec l'amour d'Alfred de Musset, mise en scène Jean-Laurent Cochet, Théâtre de l'Ambigu
- 1964 : Les Cavaleurs de Gaby Bruyère, mise en scène Christian-Gérard, Théâtre de la Potinière
- 1965 : Assassins associés de Robert Thomas, mise en scène Jean Piat, Théâtre Antoine théâtre du Palais-Royal
- 1966 : L'Instruction de Peter Weiss, mise en scène Gabriel Garran, Théâtre de la Commune
- 1967 : Quarante Carats de Pierre Barillet et Jean-Pierre Grédy, mise en scène Jacques Charon, Théâtre de la Madeleine
- 1970 : Une fille dans ma soupe de Terence Frisby, mise en scène Raymond Rouleau, Théâtre de la Madeleine
- 1971 : Mon violoncelle pour un cheval de Victor Haïm, mise en scène André-Louis Perinetti, Festival d'Avignon
- 1972 : Le Saut du lit de Ray Cooney et John Chapman, mise en scène Jean Le Poulain, théâtre Montparnasse
- 1974 : Protée de Paul Claudel, mise en scène Jacques Rosny, Théâtre Hébertot
- 1974 : L'Amour fou ou la première surprise d'André Roussin, mise en scène Michel Bertay, Théâtre Hébertot
- 1975 : La Libellule d'Aldo Nicolaï, mise en scène René Clermont, Théâtre des Nouveautés
- 1978 : Voyage à trois de Jean de Letraz, Festival de Saint-Jean-de-Monts
- 1979 : Remarie-moi de Nicole de Buron, mise en scène Michel Roux, Théâtre Daunou
- 1980 : Ta bouche livret d’Yves Mirande, lyrics Albert Willemetz, musique Maurice Yvain, mise en scène Jacques Mauclair, Théâtre Daunou
- 1981 : One man show de Bernard Lavalette, Théâtre Tête d'or
- 1983 : L'Amour fou ou la Première Surprise d'André Roussin, mise en scène Michel Bertay, Théâtre de la Madeleine
- 1983 - 1984 : Madame... pas dame de Robert Favart, mise en scène Marcelle Tassencourt, Théâtre Montansier, Théâtre des Bouffes-Parisiens
- 1987 : La Menteuse de Jean-Jacques Bricaire et Maurice Lasaygues, mise en scène René Clermont, Théâtre Marigny
- 1991 : Amadeus de Peter Shaffer, mise en scène Jean-Luc Tardieu, Théâtre Montparnasse
- 1993 : Atout cœur de Maurice Germain, mise en scène Philippe Rondest, Théâtre de la Madeleine
- 1994 : Le Songe d'une nuit d'été de William Shakespeare, mise en scène Marc Renaudin, Tréteaux de France
- 1998 : Yalta ou le Partage du monde de Vladimir Volkoff, mise en scène de l'auteur, Théâtre Mouffetard
- 1999 : Coup de soleil de Marcel Mithois, mise en scène Raymond Acquaviva, Théâtre des Bouffes Parisiens
- 2001 2002 : Le Triomphe de l'amour de Marivaux, mise en scène Jean-Paul Tribout, Théâtre 13, Théâtre Hébertot
- 2004 : La Poison de Sacha Guitry, mise en scène Henri Lazarini, Théâtre 14 Jean-Marie Serreau

## Filmographie

### Cinéma
- 1957 : Sans famille d'André Michel : le brigadier
- 1958 : Messieurs les ronds-de-cuir d'Henri Diamant-Berger : Van Der Hogen
- 1961 : La Belle Américaine de Robert Dhéry : le ministre du commerce
- 1961 : Les Parisiennes, sketch Antonia de Michel Boisrond : Richard
- 1961 : L'assassin est dans l'annuaire de Léo Joannon : Martel
- 1962 : Un clair de lune à Maubeuge de Jean Chérasse
- 1963 : Un drôle de paroissien de Jean-Pierre Mocky : le préfet de police
- 1964 : Comment épouser un premier ministre de Michel Boisrond : le commissaire
- 1965 : Thomas l'imposteur de Georges Franju : le docteur Gentil
- 1966 : Les malabars sont au parfum de Guy Lefranc
- 1968 : Le gendarme se marie de Jean Girault : le professeur de danse
- 1968 : Salut Berthe ! de Guy Lefranc
- 1971 : La Grande maffia de Philippe Clair : le notaire
- 1971 : Le Viager de Pierre Tchernia : le député-maire de la circonscription
- 1971 : Flash Love de Jean-Marie Pontiac
- 1973 : Le Permis de conduire de Jean Girault : le P.D.G.
- 1973 : Les Gaspards de Pierre Tchernia : le ministre de l'Intérieur
- 1974 : Les murs ont des oreilles de Jean Girault : l'éditeur
- 1974 : Impossible... pas français de Robert Lamoureux
- 1975 : Maître Pygmalion ou Comment devenir une bonne vendeuse d'Hélène Durand et Jacques Nahum (film industriel)
- 1976 : L'Apprenti salaud de Michel Deville : Roger Desmare, l'avocat d'Antoine
- 1976 : Pourquoi ? d'Anouk Bernard : un spectateur
- 1976 : La Grande Frime d'Henri-T. Zaphiratos : le professeur
- 1977 : Dis bonjour à la dame de Michel Gérard : le proviseur
- 1979 : La Ville des silences de Jean Marbœuf : Franger
- 1979 : La Gueule de l'autre de Pierre Tchernia : le comte de Chalosse
- 1980 : Les Phallocrates de Claude Pierson : le préfet
- 1980 : Les Surdoués de la première compagnie de Michel Gérard : le colonel Varalin
- 1988 : Cinq jours en juin de Michel Legrand : le patron de l'hôtel

### Télévision
- 1965 : Le Bonheur conjugal de Jacqueline Audry : le père de Colette
- 1965 : Les Saintes chéries, série télévisée : le monsieur serviable
- 1967 : Les Sept de l'escalier 15, feuilleton télévisé : Lemaire
- 1967 : Signé Alouette de Jean Vernier, feuilleton télévisé : Hubert de Saint-Aigle
- 1970 : Nanou, feuilleton télévisé
- 1971 : Le Dessous des cartes d'une partie de whist, téléfilm : le conteur
- 1972 : Les Dossiers de maître Robineau, épisode Cette mort si proche de Nat Lilenstein : M. Meyer
- 1972 : Au théâtre ce soir : Je viendrai comme un voleur de Georges de Tervagne, mise en scène Jacques-Henri Duval, réalisation Pierre Sabbagh, Théâtre Marigny
- 1973 : Au théâtre ce soir : Le Complexe de Philémon de Jean Bernard-Luc, mise en scène René Clermont, réalisation Georges Folgoas, Théâtre Marigny
- 1975 : Salvator et les Mohicans de Paris (d'Alexandre Dumas), feuilleton télévisé réalisé par Bernard Borderie : le préfet
- 1976 : Le Siècle des lumières, téléfilm : Rohan
- 1976 : Arsène Lupin (série télévisée) : le préfet de police
- 1977 : Au théâtre ce soir : L'Amour fou ou la première surprise d'André Roussin, mise en scène Michel Bertay, réalisation Pierre Sabbagh, Théâtre Marigny
- 1977 : Richelieu ou Le Cardinal de Velours de Jean-Pierre Decourt : D'Épernon
- 1977 : Le Loup blanc de Jean-Pierre Decourt : l'intendant de Béchamel
- 1978 : Au théâtre ce soir : Le Sac d'André Lang, mise en scène Jacques Ardouin, réalisation Pierre Sabbagh, Théâtre Marigny
- 1978 : Au théâtre ce soir : Une femme trop honnête d'Armand Salacrou, mise en scène Georges Vitaly, réalisation Pierre Sabbagh, Théâtre Marigny
- 1978 : Les Grandes Conjurations, épisode : Le Connétable de Bourbon de Jean-Pierre Decourt : Saint Vallier
- 1978 : Ce diable d'homme (Voltaire), feuilleton télévisé
- 1978 : Les Brigades du Tigre, épisode Les Demoiselles du Vésinet de Victor Vicas : le ministre de l'intérieur
- 1979 : Le Roi qui vient du sud, feuilleton télévisé : le pamphlétaire
- 1980 : L'Enterrement de Monsieur Bouvet, téléfilm : l'avocat de Mme Marsh
- 1980 : Remarie-moi, téléfilm : François
- 1980 : À deux pas de la mer, téléfilm : le médecin-chef
- 1981 : La Guerre des chaussettes de Maurice Cloche : Charles Desmargelles
- 1981 : Histoire contemporaine, feuilleton télévisé : M. de Terremondre
- 1982 : L'Adieu aux as de Jean-Pierre Decourt : l'amiral
- 1982 : Le Village dans les nuages, série télévisée : Hubert Boulon de La Vis
- 1983 : Thérèse Humbert, téléfilm
- 1985 : Music Hall, téléfilm : Desnouettes
- 1985 : Messieurs les jurés "L'Affaire Gadet" de Gérard Gozlan : l'avocat général
- 1987 : Maguy, épisode Le sponsor en est jeté : M. Canardin
- 1990 : La Menteuse, téléfilm de Patrick Bureau : Bernard

## Doublage
- 1967 : Astérix le Gaulois de René Goscinny, Albert Uderzo et Raymond Leblanc : le narrateur
- 1968 : Astérix et Cléopâtre : le narrateur / Amonbofis
- 1968 : Aglaé et Sidonie, série télévisée : Croquetout le renard
- 1976 : Les Douze Travaux d'Astérix de René Goscinny, Albert Uderzo et Pierre Watrin : le préfet